# Trò chơi con mực (mùa 3)
Mùa thứ 3, đồng thời là mùa cuối cùng của bộ phim truyền hình Hàn Quốc Trò chơi con mực do Hwang Dong-hyuk viết kịch bản và đạo diễn, được Netflix phát hành trực tuyến vào ngày 27 tháng 6 năm 2025, với sự tham gia của dàn diễn viên Lee Jung-jae, Lee Byung-hun, Wi Ha-joon, Kang Ha-neul, Park Sung-hoon, Im Si-wan,Yang Dong-geun, Park Gyu-young, Lee Jin-wook,Won Ji-an, Jo Yu-ri, Kang Ae-shim, Lee David, và Roh Jae-won.

## Nội dung
Tiếp nối các diễn biến ở mùa 2, Seong Gi-hun và những người chơi chiến đấu để sinh tồn trong những trò chơi ngày càng chết chóc, với hậu quả thảm khốc. Thủ lĩnh chào đón những khách VIP trong khi em trai Hwang Jun-ho tiếp tục tìm kiếm hòn đảo mà không biết rằng có một kẻ phản bội đang đang lẩn khuất trong hàng ngũ của mình.

## Dàn diễn viên và phân vai

### Diễn viên chính
| Diễn viên      | Vai diễn                  | Giới thiệu |
| -------------- | ------------------------- | --- |
| Lee Jung-jae   | Seong Gi-hun (số 456)     | Seong Gi-hun sau khi chiến thắng 45,6 tỷ won trong mùa 1 đã quyết định quay trở lại để đối đầu với thủ lĩnh và chấm dứt trò chơi một lần và mãi mãi. |
| Lee Byung-hun  | Thủ lĩnh/Hwang In-ho      | Người nắm quyền tuyệt đối của trò chơi, anh trai mất tích của Hwang Jun-ho, cũng là người sau khi chiến thắng trò chơi năm 2015 đã không còn tin rằng có những người thực sự tốt. |
| Wi Ha-joon     | Hwang Jun-ho              | Một sĩ quan cảnh sát bí mật thâm nhập vào trò chơi nhằm tìm kiếm người anh trai Hwang In-ho đã thất lạc lâu ngày. Với kỹ năng và bản lĩnh của mình, anh phát hiện nhiều bí mật động trời từ chuyện danh sách người chơi, các VIP, đường dây buôn bán nội tạng cho đến danh tính thật sự của người anh ruột. Từ mùa 2, anh hợp tác với Gi-hun để đối đầu với thủ lĩnh và chấm dứt trò chơi. |
| Im Si-wan      | Lee Myung-gi (số 333)     | Anh từng là một YouTuber có tiếng trước khi vướng vào vụ lừa đảo tiền ảo, không chỉ ảnh hưởng đến anh mà còn kéo theo những người đăng ký. Vì mất lượng lớn tiền lẫn người đăng ký kênh, anh buộc phải nhắm đến phần thưởng trong trò chơi để giải quyết những rắc rối của mình. |
| Kang Ha-neul   | Kang Dae-ho (số 388)      | Từng là một lính thủy đánh bộ, Dae-ho mắc hậu chấn tâm lý sau vụ xả súng anh đã chứng kiến và sống sót từ khi anh ở trong quân ngũ trước khi mắc phải một khoản nợ lớn. Anh quyết định tham gia Trò chơi con mực để kiếm tiền trả nợ và trong thời gian ở tại trò chơi anh thường xuyên tỏ ra rất tự tin, nam tính và mạnh mẽ.                                                             |
| Park Sung-hoon | Cho Hyun-ju (số 120)      | Một cựu lính đặc công và hiện là một người chuyển giới nữ. Cô tham gia trò chơi để có được phần tiền thưởng phục vụ cho phẫu thuật chuyển đổi của mình. |
| Yang Dong-Geun | Park Yong-sik (số 007)    | Tên nghiện cờ bạc & là con trai của Jang Geum-ja (số 149) |
| Kang Ae-shim   | Jang Geum-ja (số 149)     | Mẹ của Park Yong-sik (số 007) tham gia trò chơi để trả nợ cho con trai mình. |
| Park Gyu-young | Kang No-eul               | Là một người đào tẩu từ Triều Tiên, cô tham gia nhóm binh lính để tìm đứa con mới sinh của mình |
| Jo Yu-ri       | Kim Jun-hee (số 222)      | Cô là bạn gái cũ của Myung-gi, người cũng phải vào đây để mong kiếm thêm thu nhập sau khi mất rất nhiều tiền vì nghe theo lời khuyên đầu tư từ Myung-gi. |
| Lee Jin-wook   | Park Gyeong-seok (số 246) | Người cha đơn thân, mang trên vai trách nhiệm chăm sóc và bảo vệ cô con gái nhỏ đang phải chiến đấu với căn bệnh ung thư máu hiểm nghèo. |
| Chae Kook-hee  | Seon-nyeo (số 044)        | Tự nhận là một cô đồng quyền lực một thời giờ đã qua thời hoàng kim. |

### Diễn viên phụ
- Lee David trong vai Park Min-su (số 125)[8]
- Roh Jae-won trong vai Nam-gyu (số 124)[8]
- Song Young-chang trong vai Im Jeong-dae (số 203)[9]
- Choi Gwi-hwa trong vai Kim Gi-min (số 100)
- Woo Jung-kook trong vai người chơi số 039
- Lee Sung-woo trong vai Kim Yeong-sam (số 226)
- Jeon Seok-ho trong vai Choi Woo-seok.[10]
- Oh Dal-su trong vai Thuyền trưởng Park Yeong-gil, người hỗ trợ Jun-ho và sau này là những kẻ cho vay nặng lãi của Gi-Hun trong nỗ lực tìm ra địa điểm của trò chơi và hạ gục Thủ lĩnh, về sau được tiết lộ là tay trong do Thủ lĩnh cài vào để ngăn cản đội của Jun-ho tìm ra hòn đảo.[11]
- Park Hee-soon trong vai phó quản lý, anh là người chiêu mộ Kang No-eul tham gia nhóm binh lính.[12]
- David Sayers trong vai VIP #1.[13]
- Jane Wong trong vai VIP #2.[13]
- Bryan Bucco trong vai VIP #3.[13]
- Jordan Lambertoni trong vai VIP #4.[13]
- Kevin Yorn trong vai VIP #5.[13]

### Khách mời
- Lee Suk trong vai người chơi số 096
- Jo Si-nae trong vai Park Mi-hwa (số 006)
- Kim Geum-sun trong vai người chơi số 349
- Lee Seo-hwan trong vai Park Jung-bae (số 390).
- Won Ji-an trong vai Se-mi (số 380).
- Choi Seung-hyun trong vai Choi Su-bong/Thanos (số 230).
- Jung Ho-yeon trong vai Kang Sae-byeok (số 067).
- Jo A-in trong vai Seong Ga-yeong, con gái của Gi-hun
- Park Si-wan trong vai Kang Cheol, em trai của Sae-byeok
- Park Hye-jin trong vai mẹ của Choi Sang-woo
- Choi Jae-sup trong vai Park Man-cheol, một người môi giới có liên quan đến Sae-byeok và No-eul
- Cate Blanchett trong vai nhân viên tuyển người chơi tại Los Angeles (tập 6).[14]

Ngoài ra, đạo diễn Hwang Dong-hyuk đóng 1 vai nhỏ trong phim.

## Tập phim
| TT. | Tiêu đề              | Đạo diễn        | Biên kịch       | Ngày phát sóng gốc  |
| --- | -------------------- | --------------- | --------------- | ------------------- |
| 1 | "Chìa khóa và dao"   | Hwang Dong-hyuk | Hwang Dong-hyuk | 27 tháng 6 năm 2025 |
| Với kế hoạch liều lĩnh, No-eul thâm nhập vào một chiến dịch nguy hiểm. Trò chơi mới được công bố: trốn tìm – một nhóm giữ chìa khóa, nhóm còn lại cầm dao.                        |                      |                 |                 |                     |
| 2 | "Đêm đầy sao"        | Hwang Dong-hyuk | Hwang Dong-hyuk | 27 tháng 6 năm 2025 |
| Trò chơi tiếp tục và Gi-hun tập trung đối đầu với Kang Dae-ho. Trong khi đó, Kim Jun-hee đối mặt với cuộc khủng hoảng đột ngột đẩy ý chí của cô đến giới hạn.                     |                      |                 |                 |                     |
| 3 | "Đừng tự trách mình" | Hwang Dong-hyuk | Hwang Dong-hyuk | 27 tháng 6 năm 2025 |
| Đội của Jun-ho sắp tìm thấy hòn đảo. Jang Geum-ja tuyệt vọng cầu xin Gi-hun giúp Jun-hee. Các VIP thảo luận về một đề xuất tàn nhẫn.                                              |                      |                 |                 |                     |
| 4 | "222"                | Hwang Dong-hyuk | Hwang Dong-hyuk | 27 tháng 6 năm 2025 |
| Ngay cả khi Gi-hun ủng hộ Jun-hee giữa lúc căng thẳng gia tăng, cô phải đưa ra quyết định then chốt. Trước trò chơi cuối cùng, Thủ lĩnh đưa ra tối hậu thư cho Gi-hun.            |                      |                 |                 |                     |
| 5 | "○△□"                | Hwang Dong-hyuk | Hwang Dong-hyuk | 27 tháng 6 năm 2025 |
| No-eul cố giành kèo trên trong các cuộc đàm phán, nhưng kế hoạch của cô phản tác dụng. Đứng trước lựa chọn khó khăn về đạo đức thử thách giới hạn của bản thân, Gi-hun sẽ làm gì? |                      |                 |                 |                     |
| 6 | "Con người…"         | Hwang Dong-hyuk | Hwang Dong-hyuk | 27 tháng 6 năm 2025 |
| Khi Jun-ho gấp rút lao đến hòn đảo, căng thẳng lên đến đỉnh điểm ở vòng cuối. Những người chơi cuối đối mặt với tình huống bất khả thi vào những phút chót của trò chơi.          |                      |                 |                 |                     |

## Sản xuất

### Phát triển
Hwang Dong-hyuk vào tháng 12 năm 2021 tuyên bố ông đang thảo luận về mùa thứ 3 của bộ phim với Netflix. Mùa thứ 3 đã được xác nhận sau khi mùa thứ 2 được phát sóng. Khi ông đang nghĩ về ý tưởng cho phần kết của mùa 3, ông nghĩ rằng mùa 3 là cái kết. Ông tin rằng với câu chuyện đó, ông có thể kể mọi thứ mà ông muốn kể thông qua câu chuyện của bộ phim và cũng theo góc nhìn của Seong Gi-hun với tư cách là một nhân vật, và ông không cần bất kỳ câu chuyện nào nữa từ đây.

Ông cũng cho biết trong quá trình làm phim, ông đã mất 10 chiếc răng do quá căng thẳng. Với mùa 2 và 3, cường độ làm việc thậm chí còn tăng gấp đôi. Bởi tuy được phát sóng cách nhau nửa năm, 2 mùa phim được sản xuất song song. Đây là phương án nhằm đảm bảo tiến độ phát hành, nhưng cũng khiến đội ngũ sản xuất phải làm việc liên tục trong thời gian dài. Thời gian quay kéo dài gần 1 năm, khối lượng công việc lớn khiến nam đạo diễn tiếp tục rụng thêm 2 chiếc răng. Tại thời điểm chia sẻ thông tin, ông cho biết mình vẫn chưa gắn lại số răng đã mất. Ông tiết lộ khi thực hiện mùa 2 và 3, do đã có không gian dựng từ trước đó, cũng như đã có được những hình dung về nhân vật và các trò chơi, đạo diễn cho rằng việc thực hiện sẽ dễ dàng hơn phần nào so với mùa 1. Nhưng kỳ thực quá trình sáng tạo vẫn rất căng thẳng:
 “Tôi đã có vũ trụ và không gian mà tôi hình dung trở thành hiện thực, vì vậy theo một nghĩa nào đó mùa 2 và mùa 3 dễ hơn so với mùa 1. Nhưng vấn đề là đối với mùa 2 và mùa 3, chúng tôi phải quay và viết cùng một lúc”.

### Kịch bản
Hwang Dong-hyuk ban đầu gộp 2 mùa 2&3, nhưng đã chia ra vì có quá nhiều tập cho mỗi mùa. Theo ông, sau khi kết thúc mùa 2, Gi-hun sẽ thay đổi "ở buớc ngoặt rất quan trọng". Đạo diễn cũng cho biết, mùa 3 được xây dựng liền mạch từ mùa 2 với một kịch bản xuyên suốt, đánh dấu cái kết cho hành trình của Gi-hun: “Chúng tôi đã gieo hạt giống từ đầu, và giờ là lúc nó kết thúc. Hy vọng khán giả sẽ được thưởng thức một câu chuyện kịch tính và xúc động nhất". Mùa này cũng sẽ tiết lộ quá trình Hwang In-ho trở thành Thủ lĩnh. Cheol-su, bạn trai của búp bê Young-hee xuất hiện trong trò chơi Đèn đỏ, đèn xanh khi quay lưng về phía người chơi cuối mùa 2, sẽ lên sóng trong mùa 3.
 

Vào tháng 1 năm 2025, Hwang Dong-hyuk cho biết câu chuyện của mùa 3 sẽ chạm đến vực sâu tuyệt vọng. Ông nói thêm, mùa 3 hiện trong giai đoạn sản xuất cuối cùng và sẽ khép lại câu chuyện một cách trọn vẹn “theo mọi nghĩa”:
Lúc này, tôi chưa thể chia sẻ chi tiết nội dung, nhưng tôi có thể nói điều này: ”Tôi muốn khám phá tận cùng của sự tuyệt vọng - nơi mà ngay cả những người vẫn còn bám víu vào tia hi vọng mong manh nhất cũng thấy chúng tan vỡ. Khi mọi hi vọng đều bị dập tắt và chỉ còn lại sự tuyệt vọng - điều gì nằm ngoài điều đó? Mọi thứ sẽ kết thúc vào mùa cuối cùng, cả về câu chuyện của các nhân vật lẫn thông điệp mà tôi muốn truyền tải tới người xem. Trong 3 mùa, mùa cuối cùng là mùa tôi thích nhất và mọi người nên chuẩn bị cho một điều gì đó dữ dội. Nó sẽ truyền tải thông điệp mạnh mẽ nhất từ trước đến nay.
Ông cũng không ngoại trừ khả năng sẽ có mùa 4 và gọi đây là “ý tưởng thú vị”:
Nếu được phát triển, những phần phụ này có thể khám phá những gì đã xảy ra trong 3 năm giữa mùa 1 và mùa 2, hoặc đi sâu vào những câu chuyện ẩn giấu của anh em nhà In-ho và Jun-ho.
Vào tháng 5 năm 2025, Hwang Dong-hyuk cho hay mùa này sẽ nhấn mạnh "về cách [mọi người] phải giữ gìn tính nhân đạo của mình trong cuộc cạnh tranh khốc liệt này", nhưng giới thiệu những trò chơi "thực sự có thể cho thấy bản chất thấp kém nhất của con người", và mong muốn "những trò chơi rất dữ dội để làm nổi bật những phần thấp kém nhất của bản chất con người". Ông cũng nói về những thay đổi mà Gi-hun và Myung-gi sẽ trải qua sẽ "kịch tính" và cách đứa con của Jun-hee sẽ rất liên quan "không chỉ đối với Jun-hee, mà còn đối với số phận của tất cả mọi người bên trong".

### Tuyển chọn diễn viên
Các nhân vật Gi-hun và Thủ lĩnh sẽ tiếp tục lên sóng trong mùa 3. Ngoài ra, các diễn viên Kang Ha-neul, Park Sung-hoon, Im Si-wan, Yang Dong-geun, Park Gyu-young, Lee Jin-wook, Won Ji-an, Jo Yu-ri, Kang Ae-shim, Lee David và Roh Jae-won cũng tiếp tục góp mặt.
Đáng chú ý, Cate Blanchett xuất hiện trong tập cuối khi đóng vai người tuyển dụng mới ở Mỹ, cô được nhìn thấy đang chơi trò đập giấy với một người đàn ông vô gia cư trong con hẻm ở Los Angeles. Sự góp mặt bất ngờ của cô đang khiến công chúng toàn cầu dậy sóng. Báo The Hollywood Reporter nhận xét về vai diễn của cô: “Cái tát ở L.A có thể là cú tát mở màn cho một cuộc chơi hoàn toàn mới”.

Đạo diễn cho biết đã cân nhắc nhiều ý tưởng khác nhau cho vai khách mời đặc biệt này và bị thu hút với ý tưởng tạo nên sự tương phản thú vị khi người tuyển dụng cho hệ thống trò chơi tại nước Mỹ lại là một phụ nữ. Để chọn lựa người đóng cho một cảnh rất ngắn, chỉ có 1 câu thoại, đạo diễn bảo rằng cần một người có mức độ hiện diện và sức hút để hoàn toàn thống trị khung hình, gây choáng ngợp cho khán giả ngay thời khắc xuất hiện, và Cate Blanchett là sự lựa chọn hoàn hảo. Không chỉ đạo diễn, các nhà sản xuất phim đều gần như ngay lập tức tán đồng với đề xuất này:
"Chúng tôi nghĩ rằng việc để phụ nữ làm người tuyển dụng sẽ kịch tính và hấp dẫn hơn. Và tại sao lại là Cate Blanchett, vì cô ấy là người giỏi nhất với sức hút khó cưỡng. Chúng tôi rất vui khi cô ấy xuất hiện. Chúng tôi cần một người có thể thống trị màn ảnh chỉ bằng một hoặc hai từ, và đó chính xác là những gì cô ấy đã làm. Tôi luôn là một người hâm mộ cô ấy. Cô ấy là người có thể ngay lập tức thu hút sự chú ý của bạn chỉ bằng một cái nhìn chằm chằm".
Nhiều trang báo tại Mỹ như Variety, The Hollywood Reporter tin rằng cảnh cuối phim là mở đầu cho dự án Trò chơi con mực phiên bản Mỹ do David Fincher đạo diễn, dù vậy ông đã phủ nhận điều này, nhưng chia sẻ rằng nếu Netflix đề xuất và sự tham gia của ông là cần thiết, ông sẵn sàng hỗ trợ: 
“Sự xuất hiện của Cate Blanchett không ám chỉ một mùa khác... Tất cả những tin đồn về việc quay phiên bản Hollywood vào tháng 12, với tôi đạo diễn và Cate Blanchett đóng vai chính… không có điều nào trong đó là sự thật”.
Sau đó, trong bài phỏng vấn trên tạp chí Time, khi nói về các VIP trong mùa 3, ông cho biết các VIP độc ác, thao túng quyền lực lấy cảm hứng từ nhiều nhân vật có thật ngoài đời, trong đó có Elon Musk. Đó là những kẻ siêu giàu, đầy quyền lực và tàn nhẫn, đứng sau các trò chơi chết chóc chỉ để thỏa mãn sự giải trí bệnh hoạn. Dù vậy, ông khẳng định các nhân vật phản diện này không được xây dựng dựa trên bất kỳ hình mẫu thực ngoài đời nào. Ông cũng thừa nhận những chi tiết này phần lớn được truyền cảm hứng từ tình hình chính trị Mỹ hiện tại:
Elon Musk bây giờ xuất hiện khắp nơi, ai cũng nhắc đến ông ấy. Ông không chỉ là lãnh đạo của một tập đoàn công nghệ khổng lồ có ảnh hưởng toàn cầu, mà còn giống như một người luôn biết cách thu hút sự chú ý của công chúng. Sau khi hoàn thành phần 3, tôi nhận ra rằng một số nhân vật VIP trong phim có nét gì đó khá giống với Elon Musk.

Trước đây, những kẻ thực sự điều khiển hệ thống và nắm giữ quyền lực thường ẩn mình phía sau bức màn nhưng giờ thì khác, đặc biệt là ở nước Mỹ. Ngày nay chúng ta nói rất nhiều về chế độ đầu sỏ và những ông trùm công nghệ không còn giấu mình nữa. Họ công khai thể hiện quyền lực, công khai tuyên bố họ hậu thuẫn ai, tài trợ cho điều gì. Họ sẵn sàng tháo bỏ mặt nạ, như thể đang tuyên bố rằng mình mới là người điều khiển mọi thứ và là kẻ đứng sau mọi trò chơi.

### Bối cảnh & quay phim
Quá trình quay phim được cho là đã được tiến hành vào tháng 8 năm 2023, việc quay phim cho mùa 3 diễn ra đồng thời & kết thúc vào tháng 6 năm 2024. Mùa 3 tiếp tục giới thiệu 3 trò chơi mới: Trốn tìm, nhảy dây, trò chơi con mực trên không. Chae Kyoung-sun, nhà thiết kế sản xuất, tiết lộ rằng bối cảnh “Trốn tìm” là phần mất nhiều thời gian xây dựng nhất - hơn 4 tháng và cuối cùng là phần yêu thích của cô trong mùa 3. Cô chia sẻ thêm: “Tôi nghĩ rằng nó sẽ càng tàn bạo và đầy cảm xúc hơn nếu mọi người giết nhau trong không gian này. Khi còn nhỏ, đây sẽ là nơi để chơi đuổi bắt với bạn bè và vẽ lên tường, giống như một sân chơi. Nhưng giờ đây, nó đã biến thành một không gian đáng sợ”.

### Hậu kỳ
Việc hậu kỳ kết thúc vào tháng 11 năm 2024.

## Đón nhận, đánh giá & lượt xem

### Đón nhận, đánh giá
Mùa 3 đạt 78% điểm từ khán giả trên Rotten Tomatoes và mức 66 trên thang điểm 100 của Metacritic, trong khi IMDb tạm chấm 8.0 với hàng nghìn lượt đánh giá trong vài giờ. Đa số nói thất vọng vì nhịp phim chậm, không còn cảm giác gay cấn. Nhiều ý kiến cho rằng mùa 3 thiếu đi sự sắc sảo trong cốt truyện và phát triển nhân vật, đồng thời các yếu tố bạo lực dường như trở nên quá mức và không cần thiết.
Cây viết Angie Han từ The Hollywood Reporter cho rằng mùa 3 thiếu sự bất ngờ và dành quá nhiều thời lượng để diễn tả cảm xúc nhân vật. Theo tác giả, phim cung cấp quá nhiều cốt truyện, nhưng bỏ qua việc xây dựng chiều sâu nhân vật và mối quan hệ giữa các nhân vật với nhau: “Vào thời điểm bộ phim cuối cùng cũng vượt qua vạch đích, không có cảm giác chiến thắng mà bạn có thể có được khi hoàn thành câu chuyện thực sự hay. Chỉ có sự nhẹ nhõm rằng toàn bộ trải nghiệm mệt mỏi này cuối cùng đã kết thúc".
Cây bút Chris Evangelista của trang Slash Film đánh giá: "Khi mùa này đi đến những phút cuối, sự hứng thú của tôi dường như giảm dần. Lời thoại của các nhân vật VIP giàu có đeo mặt nạ không giúp ích gì cho mạch phim". Báo The New York Times phê bình mùa 3 là "một chiều và dễ đoán", chỉ trích sự yếu kém trong phát triển nhân vật và các cốt truyện phụ không cần thiết.
Nhà phê bình Rebecca Nicholson của The Guardian chấm phim 3/5 sao, cùng bình luận phim là một hiện tượng bùng nổ nhưng sụt giảm sức hút sau từng mùa, cô nhận xét rằng mùa mới "không còn sắc sảo như trước", nhưng vẫn giữ được tinh thần đặc trưng của loạt phim. Tuy nhiên, tờ này cho rằng việc tách riêng mùa 2 và 3 là không cần thiết, vì mạch truyện có sự kết nối, không khác biệt nhiều và tình tiết vẫn còn lỏng lẻo. Báo cũng cho hay việc đứa trẻ ra đời là tình tiết không thể tưởng tượng nổi: "Nói theo cách khác, một người chơi mới bị buộc phải tham gia trò chơi mà không có khả năng đồng ý. Đứa trẻ trở thành tâm điểm của các tập sau. Nếu có người chỉ trích bộ phim xây dựng cốt truyện vô lý, thì hãy nhìn nhận rằng cả 3 mùa vừa rồi, phim đều xây dựng trò sinh tồn dựa trên các trò chơi của trẻ em cho đến khi có người chơi bỏ mạng. Dù vậy, sự xuất hiện của người chơi mới vẫn rất khó tin".
Báo JTBC News nhận xét mùa 3 là "nỗ lực kết thúc một biểu tượng nhưng đi sai hướng". Báo cho hay mùa 3 mang đến một lời chia tay tương đối trọn vẹn dành cho nhân vật Seong Gi-hun. Bộ phim không biến anh thành một "nhà cách mạng" nửa vời, cũng không cố gắng biến anh thành người có cái kết có hậu. Với những khán giả đã đồng hành từ mùa đầu tiên, đây là lời chào tạm biệt để lại nhiều dư vị cảm xúc. Tác giả Eric Deggans từ báo NPR cho rằng, mùa 3 không khác biệt so với những phần trước vì vẫn giữ phong cách dùng trò chơi để truyền thông điệp về nhân sinh. Dù vậy, những trò chơi ở mùa 3 được cho là sa đà vào "đạo lý" hơn là tính giải trí kịch tính như mùa 1: "Chính sự không thay đổi đó lại khiến mùa 3 trở nên thiếu ấn tượng. Dù có gia tăng mức độ bạo lực, đặt nhân vật vào những tình huống đạo đức khắc nghiệt hơn, nhưng cảm giác 'ta đã từng thấy rồi' xuất hiện xuyên suốt. Điều đó làm giảm tác động của câu chuyện, nhất là khi nhiều tình tiết được dự đoán trước từ xa, khiến khán giả không còn cảm thấy bất ngờ".
Tạp chí Time ca ngợi mùa 3 có kết thúc mạnh mẽ. Theo tác giả Judy Berman, Hwang Dong-hyuk làm tốt ở mùa 3, lấy lại được uy tín sau "nốt trầm" ở mùa 2: "Bất chấp mọi sự sỉ nhục suốt thời gian qua, bộ phim khép lại bằng mùa phim tàn khốc nhất từ trước đến nay. Đó là bản cáo trạng về xã hội nơi tiền bạc lấn át nhân tính". Judy Berman cho hay phim không thể có kết thúc có hậu với cách vận hành tàn nhẫn của trò chơi. Tuy nhiên, câu chuyện phim, các nhân vật vẫn để lại cho người xem những hy vọng vào các giá trị tốt đẹp, vào nhân tính.

### Lượt xem
Theo The Guardian, chỉ trong 3 ngày đầu phát sóng, mùa 3 thu hút hơn 60,1 triệu lượt xem, tương đương hơn 368,4 triệu giờ xem. Theo số liệu từ FlixPatrol thống kê sau đó, loạt phim nhanh chóng vươn lên dẫn đầu bảng xếp hạng chương trình truyền hình Netflix tại 93 quốc gia chỉ sau 1 ngày, thành tích chưa từng có trong tiền lệ. Đáng chú ý, thành tích của mùa 3 còn phá kỷ lục của 2 mùa trước đó. Cụ thể, theo tờ Chosun, mùa 1 loạt phim đạt 265,2 triệu lượt xem và tổng thời lượng xem lên tới 2,205 tỷ giờ trong 28 ngày đầu phát hành. Song thời điểm mới ra mắt, vì chưa có sẵn danh tiếng nên phải mất gần một tuần series này mới leo lên vị trí đầu bảng. Trong khi, mùa 2 thu về 192,6 triệu lượt xem và 1,3801 tỷ giờ xem tích lũy. Và phải sau 2 ngày, mùa 2 mới thống trị Netflix ở 93 quốc gia.

## Tranh cãi

### Về cái kết của phim
Sau khi ra mắt, đã có nhiều ý kiến tranh luận về cái kết. Trả lời phỏng vấn về điều này, ông cho biết phim có thể đã có một kết thúc khác, trong đó nam chính Seong Gi-hun không chết. Theo đạo diễn, ban đầu ông viết ra một kết thúc có hậu: Seong Gi-hun gặp được thanh tra Hwang Jun-ho, thoát khỏi trò chơi và đến Mỹ tìm con gái. Tuy nhiên, ông thay đổi suy nghĩ sau khi cảm thấy điều đó không phản ánh được bản chất cuộc sống ngày nay, và cho biết đã đã lường trước phản ứng trái chiều này:
“Khi tiếp tục viết, tôi bắt đầu cảm thấy việc tồn tại trong thế giới này ngày càng trở nên khó khăn hơn. Bất bình đẳng đang gia tăng, mối đe dọa chiến tranh ngày càng lớn, khủng hoảng khí hậu hiện diện rõ ràng nhưng vẫn chưa có ai đứng ra chịu trách nhiệm. Trong thế giới mà chủ nghĩa vị kỷ quốc gia ngày một nghiêm trọng, thế hệ tương lai sẽ sống như thế nào? Tôi nghe nói Jeff Bezos chi hơn 70 tỷ won (51,7 triệu USD) cho đám cưới của mình. Điều đó khiến tôi nghĩ rằng sự giàu có tập trung trong tay một số ít người.

Mùa đầu tiên không chịu kỳ vọng nào, mang lại sự bất ngờ và mới mẻ. Nhưng với mùa 2 và 3, khán giả đã có những mong đợi riêng. Một số muốn cảm giác hồi hộp từ các trò chơi, trong khi những người khác tìm kiếm thông điệp xã hội. Vì kỳ vọng khác nhau, sẽ có nhiều phản ứng, từ hài lòng đến thất vọng, bất kể nội dung ra sao.”
Ông tin rằng đó mới là cái kết hợp lý nhất dựa theo diễn biến cảm xúc nhân vật, cũng như hiện thực xã hội. Đối với nhà làm phim Hàn Quốc, một cá nhân yếu thế không có năng lực thay đổi tiêu cực xã hội, điều họ có thể làm là giữ cho bản thân không bị đồng hóa.

### Cảnh sinh đẻ trong phim
Mùa 3 gây chú ý ở phân cảnh nhân vật Jun-hee sinh con trong hoàn cảnh ngặt nghèo, đứa bé cũng bị đẩy vào trò chơi sinh tử. Đoàn làm phim sử dụng một con búp bê robot và công nghệ CGI để tạo hình đứa bé sơ sinh thay vì chọn một em bé thật đóng vai này. Điều này giúp hạn chế những nguy hiểm có thật. Do đó, đứa trẻ cũng không có nhiều biểu cảm sống động. Chi tiết này đã tạo ra nhiều tranh luận khi nhiều khán giả cũng cho rằng trong khoảng 10 phút sau khi sinh con, cô đứng dậy đi lại là tình tiết vô lý.

Đạo diễn sau đó cho biết đứa bé là hình ảnh quan trọng, góp phần định đoạt số phận các nhân vật trong phim:
Đứa bé đóng vai trò đặc biệt quan trọng trong phần 3, không chỉ đối với Jun-hee mà còn đối với số phận của tất cả mọi người bên trong phim. Đứa bé đại diện cho thế hệ tương lai. Tôi tin chúng ta có trách nhiệm và nghĩa vụ cố gắng hết sức vì một thế giới tốt đẹp hơn cho thế hệ tương lai. Việc đứa bé chiến thắng phù hợp với ý nghĩa của phim.
Ông cũng nhấn mạnh rằng đứa trẻ là trung tâm trong tầm nhìn của ông khi lên kế hoạch cho cả hai mùa 2 và 3:
Thế hệ trẻ ngày nay dường như cảm thấy tuyệt vọng, nghĩ rằng không có tương lai tươi sáng. Một thế giới nơi thế hệ tương lai mất hy vọng sẽ tiếp diễn ra sao? Tôi xem đứa trẻ là tương lai của chúng ta. Chúng ta có trách nhiệm trao lại thế giới này cho thế hệ sau ở trạng thái không tệ hơn trước.

Qua những nỗ lực, xung đột và hy sinh để bảo vệ đứa trẻ, tôi muốn truyền tải một thông điệp. Và điều đó chỉ có thể thực hiện nếu đứa trẻ ở trong cuộc chơi. Đứa trẻ là biểu tượng của thế hệ tương lai, hay của lương tâm.